# Mezzofondo

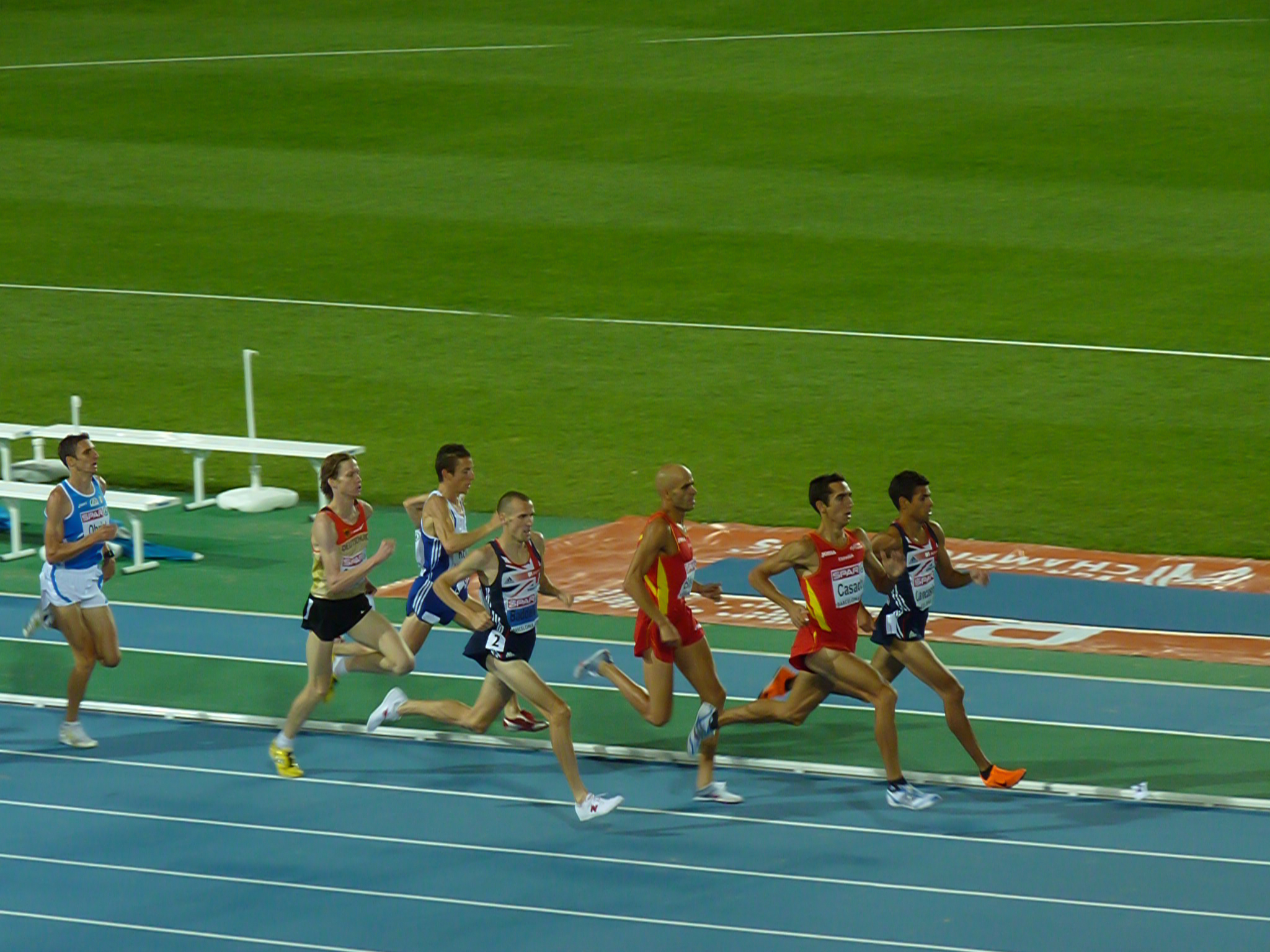
Una fase della finale dei 1500 metri piani agli europei di

Il mezzofondo è un termine con il quale si indicano, in varie discipline sportive, le competizioni che si svolgono su una certa distanza, usualmente di lunghezza superiore alle gare cosiddette veloci, ma inferiore a quelle tipiche del fondo.

## Atletica leggera
Nell'atletica leggera si distinguono solitamente il mezzofondo veloce (800 m, 1500 m, miglio), il mezzofondo puro (3000 m, 3000 m siepi) e il mezzofondo prolungato (5000 m, 10000 m).

### 800 metri piani
Sono considerati una gara di mezzofondo veloce. Gli atleti devono percorrere due giri di pista e la partenza avviene in corsia (con quelle centrali assegnate agli atleti con i migliori tempi d'iscrizione), ma, a differenza delle gare più brevi, non si utilizzano i blocchi di partenza.
Nelle competizioni moderne, i primi cento metri di questa prova sono corsi non uscendo dalle rispettive corsie; in questa prima fase, se un atleta oltrepassa le proprie linee di confine, è passibile di squalifica. Al limite dei 120 metri iniziali, degli appositi segnalatori indicano la possibilità di uscire dalle rispettive corsie.
Fino all'arrivo, tutti gli atleti tenderanno a portarsi vicino al bordo interno della pista, in gergo "mettersi alla corda" per poter effettuare la minore distanza possibile.

### 1500 metri piani
Sono considerati gara di mezzofondo veloce. Dopo essere stati dominati negli anni '80 dagli atleti britannici (da ricordare Sebastian Coe, Steve Ovett e Steve Cram), negli ultimi anni a primeggiare sono i corridori provenienti dell'Africa, in particolare kenioti, marocchini, etiopi e algerini che si sono aggiudicati diversi titoli olimpici e mondiali.
Tra le donne si devono menzionare la rumena Gabriela Szabó, la britannica Kelly Holmes e l'algerina Hassiba Boulmerka.

### 3000 metri piani
Sono considerati gara di mezzofondo puro. Fino al 1992, in campo femminile, la distanza dei 3000 m piani è stata specialità olimpica e mondiale. In campo maschile, invece, non è mai stata parte del programma olimpico e mondiale.
Si possono trovare gare sui 3000 m piani in occasione di alcuni meeting di atletica. Nelle gare indoor i 3000 m piani si svolgono percorrendo 15 giri interi di pista (lunga 200 metri).

### 3000 metri siepi
Gara che sembra sia nata nel 1850 da un'idea di alcuni studenti di un college di Oxford, i quali pensarono ad una competizione podistica nella quale i corridori avrebbero dovuto superare barriere e pozze d'acqua. La proposta ebbe successo tanto che la disciplina venne inserita nei Giochi olimpici di Parigi 1900.
Inizialmente la distanza da percorrere era di 2500 m ma nel 1920 si decise di optare per la lunghezza che si corre tutt'oggi, ovvero i 3000 m. Il primo record ufficialmente registrato fu quello dell'ungherese Sándor Rozsnyói che lo fissò in 8'49"6.
Gli atleti devono percorrere 3000 m in pista, con la difficoltà, rispetto ai 3000 m piani, di dover saltare durante la gara e dopo circa 250 m senza ostacoli, 35 ostacoli, di cui 28 normali e 7 con l'acqua (5 per ognuno dei 7,5 giri da 400 m da effettuare), alti 91 centimetri (76 per le donne). Dei 5 ostacoli del giro, quattro sono barriere mobili (ma stabilizzate dai loro pesanti supporti di ferro) posizionate sulla pista. Invece il penultimo ostacolo consiste in una barriera simile alle altre, con la differenza che dopo l'ostacolo c'è una vasca piena d'acqua, scavata all'interno della pista, da cui gli atleti devono uscire.
Le misure della vasca, detta riviera, sono 3,66 x 3,66 metri e di profondità variabile in quanto il pavimento della vasca è inclinato; per questo motivo la profondità dell'acqua diminuisce in altezza via via che ci si allontana dalla rampa. Quasi tutte le moderne piste d'atletica hanno la riviera piazzata all'interno della seconda curva (il che comporta che il giro misuri leggermente meno di 400 m). In passato era comune trovare la riviera all'esterno della curva, soluzione più scomoda in quanto restringe notevolmente il raggio della curva stessa.
Una variante della gara è rappresentata dai 2000 m siepi, corsi comunque molto di rado. I 3000 m siepi sono considerati una gara di mezzofondo che contempla anche particolari caratteristiche tecniche, legate a barriere e riviere da superare. In campo maschile, negli ultimi 20 anni, i kenioti hanno esercitato un dominio pressoché assoluto, mentre tra le donne inizialmente spiccavano le atlete dell'Europa orientale.
La gara dei 3000 m siepi femminili è stata una delle ultime discipline introdotte nel calendario dell'atletica leggera.

### 5000 metri piani
Sono considerati una gara di mezzofondo prolungato e sono una specialità olimpica. Gli atleti partono in gruppo, non hanno vincoli di corsia e, data la lunghezza di 400 m a giro, devono effettuare 12 giri e mezzo di pista.

### 10000 metri piani
Sono considerati una gara di mezzofondo prolungato e sono una specialità olimpica. Gli atleti partono in gruppo, non hanno vincoli di corsia e, data la lunghezza di 400 m a giro, devono effettuare 25 giri di pista.

### Contributo aerobico ed anaerobico
Contributo energetico aerobico ed anaerobico e meccanismi fisiologici maggiormente sollecitati nell'ambito della prestazione:
| Specialità | Aerobico | Anaerobico | Meccanismi fisiologici maggiormente sollecitati           |
| ---------- | -------- | ---------- | --------------------------------------------------------- |
| 800 m      | 57%      | 43%        | Capacità lattacida                                        |
| 1500 m     | 70%      | 30%        | Capacità lattacida                                        |
| 3000 m     | 78%      | 22%        | VO2max (massimo consumo di ossigeno) e capacità lattacida |
| 5000 m     | 86,5%    | 13,5%      | VO2max e potenza aerobica                                 |
| 10000 m    | 96,5%    | 3,5%       | Potenza aerobica e resistenza ad essa                     |

## Ciclismo
Il mezzofondo è una specialità del ciclismo su pista, detta anche stayer, in cui i ciclisti gareggiano dietro motociclette di grossa cilindrata e in genere su distanze di alcune decine di chilometri.

## Nuoto
Le gare di mezzofondo nel nuoto sono quelle che si disputano su distanze che vanno dagli 800 m fino ai 5000 m esclusi, che sono considerati invece la prima gara di fondo.